# Down (chanson de Blink-182)
Pour les articles homonymes, voir Down.
Singles de Blink-182
I Miss You
(2004) Always
(2004)
Pistes de Blink-182
Stockholm Syndrome
(05) The Fallen Interlude
(07)
Down est une chanson du groupe Blink-182 qui apparaît sur l'album Blink-182. Sa version single est sortie le 22 juin 2004. Cette chanson parle d'un garçon et d'une fille en train d'attendre dans une voiture alors qu'il pleut, le garçon souhaitant que la fille reste avec lui.

## Liste des pistes
| Down, version n°1 | Down, version n°1                    | Down, version n°1 | Down, version n°1 | Down, version n°1 | Down, version n°1 | Down, version n°1 | Down, version n°1 | Down, version n°1 | Down, version n°1 |
| No                | Titre                                | Auteur            | Durée             |                   |                   |                   |                   |                   |                   |
| ----------------- | ------------------------------------ | ----------------- | ----------------- | ----------------- | ----------------- | ----------------- | ----------------- | ----------------- | ----------------- |
| 1.                | Down                                 | Blink-182         | 3:12              |                   |                   |                   |                   |                   |                   |
| 2.                | I Miss You (Remix par James Guthrie) | Blink-182         | 4:28              |                   |                   |                   |                   |                   |                   |
| 7:40              |                                      |                   |                   |                   |                   |                   |                   |                   |                   |

Cette version contient en plus le clip de Down.
| Down, version n°2 | Down, version n°2              | Down, version n°2 | Down, version n°2 | Down, version n°2 | Down, version n°2 | Down, version n°2 | Down, version n°2 | Down, version n°2 | Down, version n°2 |
| No                | Titre                          | Auteur            | Durée             |                   |                   |                   |                   |                   |                   |
| ----------------- | ------------------------------ | ----------------- | ----------------- | ----------------- | ----------------- | ----------------- | ----------------- | ----------------- | ----------------- |
| 1.                | Down                           | Blink-182         | 3:14              |                   |                   |                   |                   |                   |                   |
| 2.                | Down (Remix par Tom Lord-Alge) | Blink-182         | 3:40              |                   |                   |                   |                   |                   |                   |
| 6:54              |                                |                   |                   |                   |                   |                   |                   |                   |                   |

Cette version contient en plus le clip de Down et une vidéo intitulée Blink Behind the Scenes montrant les coulisses d'une tournée de Blink-182.

## Clip
Le clip montre une fête étudiante où arrivent des policiers dans le but d'arrêter un trafiquant. Celui-ci s'enfuit et une course poursuite en voiture s'engage entre le trafiquant et la police.

## Collaborateurs
- Tom DeLonge — Chant, Guitare
- Mark Hoppus — Chant, Basse
- Travis Barker — Batterie